# Országos Fordító és Fordításhitelesítő Iroda
Az Országos Fordító és Fordításhitelesítő Iroda (OFFI) a fordítások, fordítás hitelesítések terén egy közel 150 éves múlttal rendelkező állami vállalat. Az OFFI elsődleges tevékenysége a jogszabály alapján végzendő hiteles fordítás és a fordításhitelesítés. Az iroda gyakorlatilag minden nyelven és minden szakterületen végez nyelvi közvetítést (fordítás, tolmácsolás, hitelesítés).

## Története
Az OFFI szakmai jogelődje 1869 márciusában alakult meg a Központi Fordító Osztály létrehozásával. Ekkor Magyarország egy többnemzetiségű ország volt, ahol az állami működés szabályzóit, latin nyelvű iratait kellett lefordítani az ország lakosai részére, mivel a lakosság nagy része a saját nyelvét beszélte (horvát, román, szlovák, zsidó, ruszin, örmény stb.), és nem mindenki értette az állami működés nyelvét, a latint vagy a magyart.
1945-1994 között az OFFI állami fordítóvállalatként működött.
A '90-es években az OFFI 100 százalékos állami tulajdonú részvénytársasággá alakult.
A 90-es évek eseményei óriási változásokat hoztak a fordítási és tolmácsolási gyakorlat, a fordító- és tolmácsképzés, valamint az alkalmazott fordítástudomány terén. A 90-es évek Magyarországát az európai uniós csatlakozásra való felkészülés jellemezte. Több ezer oldalnyi uniós joganyag várt fordításra, ki kellett dolgozni a fordító és tolmácsképzésben a mesterszak koncepcióját. Már a 90-es évek közepétől szakmapolitikai kérdéssé vált az OFFI és a magán-fordítóirodák között, hogy ki végezhet hiteles fordítást. Magyarország végül 2004-ben csatlakozott az Európai Unióhoz, így egy soknyelvű nemzetközi közösség tagjává vált, melynek a magyar nyelv nem hivatalos nyelve. Az OFFI Zrt.-nek 2011. január 1. óta az igazságügyi tárca (korábban Közigazgatási és Igazságügyi Minisztérium, 2014-2018. között Igazságügyi Minisztérium) a tulajdonosi joggyakorlója, tulajdonosa a Magyar Állam.
2011-ben az OFFI Magyarország EU soros elnökségével kapcsolatos fordítási és tolmácsolási feladatokat látta el.

## Jogi háttér
Az OFFI tevékenysége alapját képező jogszabály az 1980-as évekből származik (24/1986.(VI.26.) MT rendelet), emiatt napjainkig sok kritika éri a kritikusok szerint "elavult", "túl régi" szabályozási környezetet. Azonban e szabályok újraírása egyúttal azt a szabályozási dilemmát is felvetné, hogy a más európai államokban létező fordítói rendszereket tartalmában, és az emellé szükséges és mindenhol létező állami felügyeleti rendszert is formájában hogyan kellene (és egyáltalán érdemes-e?) Magyarországon kialakítani ahhoz, hogy az mind a magyar hagyományokra, mind az uniós szokásokra tekintettel legyen. A magyar szabályozás jelenleg ugyanis semmilyen uniós jogi normát nem sért, ezért nem feltétlenül indokolt a speciális magyar szabályozást – amely intézményét tekintve a Kiegyezésig nyúlik vissza (!) – alapjaiban megváltoztatni.
A szakfordításról és tolmácsolásról szóló 24/1986.(VI.26.) MT rendelet és a végrehajtásáról kibocsátott 7/1986. (VI.26.) IM rendelet értelmében az OFFI Zrt. feladatkörébe tartozik a hiteles fordítás, fordításhitelesítés, idegen nyelvű hiteles másolat készítése, illetve a budapesti székhelyű bíróságnál, ügyészségnél, valamint nyomozóhatóságnál a tolmácsolás. (A nem budapesti székhelyű bíróságokra, ügyészségekre, nyomozó hatóságokra a kizárólagos tolmácsolási jogkör nem terjed ki. Ha azonban ezek a hatóságok a tolmácsolást bármilyen oknál fogva nem tudják biztosítani, akkor az OFFI bármely felsorolt szervnél köteles a tolmácsolást ellátni.)
Az OFFI – mint a hiteles fordítókat tömörítő állami fordítói szervezet – szakmai központként, egyedi szabályozási megoldásként kiemelkedő módon létezik Európában, de más országokban is a hites fordítók és/vagy a hatósági tolmácsok felett is az igazságügyi vagy külügyi tárca, esetleg törvényszékek gyakorolnak az állam részéről szakmai felügyeletet.

## Az OFFI feladatköre és a hiteles fordítás
Ma már sok mindent akár gépi fordítással, programokkal is le lehet fordítani, azonban a speciális, hiteles fordítások elkészítése során számos formai és tartalmi szakmai követelménynek kell eleget tenni ahhoz, hogy a fordítás jól használható legyen egy hatósági vagy jogi (pl. bírósági) eljárásban. Egyes cégbírósági iratokról a fordítási tevékenységet végző egyéni vállalkozók, fordítóirodák által alkalmazott fordítók is készíthetnek hiteles fordítást az Európai Unió valamely hivatalos nyelvére, feltéve, hogy a fordító rendelkezik az adott nyelv vonatkozásában szakfordító, vagy szakfordító-lektor képesítéssel. Nem terjed ki azonban ezeknek a fordítóknak a jogköre más típusú iratok hiteles fordítására, illetve bármely fordítás hitelesítésére, vagy bármiféle iratról hiteles másolat készítésére, ilyet csak az OFFI készíthet. A hiteles fordításokat az OFFI hitelesítési záradékkal ellátva, hiteles, biztonságos és egyedileg azonosítható formátumban adja ki.
Ezen túl egyes cégiratokról csak az OFFI fordíthat hitelesen cégiratot olyan nyelvre, amely nem minősül az EU hivatalos nyelvének.
Különleges feladatok ellátásában segítséget jelent az OFFI más szervekkel (minisztériumok, külügyi szervek, az ELTE Bölcsészettudományi Kar Fordító- és Tolmácsképző Tanszékének munkatársai, Magyarországi Fordítók és Tolmácsok Egyesületének tagjai, számos egyetemi képzőhely, nemzetközi szervezetek stb.) kialakult szakmai együttműködése.
Az OFFI Zrt. kizárólagos feladatkörének ellátásán túl a hiteles fordítások mellett egyszerű fordításokat és úgynevezett lektorált fordításokat, valamint már kész fordítások lektorálását is elkészíti.

## Tolmácsolás
Az OFFI munkatársai többek között gazdasági, jogi, pénzügyi, számítástechnikai, telekommunikációs, környezetvédelmi, közlekedési, építőipari, oktatási, orvosi, természettudományi, stb. területeken is végeznek konszekutív, szinkron- vagy kísérő tolmácsolást, akár idegen nyelvről idegen nyelvre is.

## Minőség-ellenőrzés és tanúsítványok
Az iroda 2002 óta rendelkezik a Bureau Veritas Certification Hungary tanúsítványával, amely (MSZ EN ISO 9001:2008 és 2018 óta az MSZ EN ISO 17100:2015) az alábbi alkalmazási területekre érvényes:
- hiteles fordítás készítése;
- fordításhitelesítés;
- hiteles másolat kiadása;
- nem hiteles, kereskedelmi jellegű fordítások, lektorálások készítése,
- tolmácsolási tevékenység.

Továbbá az OFFI „NATO Beszállításra Alkalmas” tanúsítvánnyal rendelkezik.
Megrendelőinek védelme érdekében az OFFI – más fordítóirodákhoz hasonlóan – szakmai felelősségbiztosítással is rendelkezik.

## Vidéki hálózat
Az OFFI az 1980-as években kezdte el kiépíteni a vidéki hálózatát.
A budapesti központ mellett napjainkban 3 területi központ (Eger, Győr, Szeged) és a hozzájuk tartozó ügyfélszolgálati irodák az ország 27 városában vállalnak a jogszabályi ellátási kötelezettség alapján megbízásokat a fordításokat igénylő megrendelőktől. Az OFFI győri irodája (Dunántúli Regionális Ügyfélszolgálat központja) 2016-ban 30 éves lett (1986), szegedi irodája (Dél- és Kelet Magyarországi Regionális Ügyfélszolgálat központi irodája) 2017-ben 25 (1992), egri irodája pedig 20 (1997) esztendős múltra tekinthet vissza.

## Adatvédelem
Az iroda állami társaságként kiemelt hangsúlyt fektet a biztonságos adatkezelésre. („Szigorúan titkos!” minősítési szintű adatokat kezelhet és tárolhat, míg elektronikusan „Korlátozott terjesztésű!” minősítési szintű adatokat dolgozhat fel.)
Az OFFI nagy tapasztalatú lektorai olykor a fordításra benyújtott hamis okiratokat is felismerik és kiszűrik.

## Az OFFI szerepe az utánpótlás képzésében
Az 1960-as években Magyarországon még nem volt fordító- és tolmácsképzés, amely csak a 70-es években indult meg szervezetten. Az 1970-es években az egyetemi képzés és az OFFI képviselőinek rendszeres szakmai találkozásai elősegítették a fordítástudomány fejlődését. Az OFFI munkatársai óraadóként jártak egykor a Ménesi útra, az Eötvös Collegium épületébe, ahol annak idején folyt a fordítóképzés: Karcsay Sándor, az OFFI igazgatóhelyettese (1967–1977. dec. 1.) jogi szakfordítást, Márkus György orosz–magyar fordítástechnikát, Vida Tamás szintén jogi szakfordítást oktatott. 
Az elmúlt 20 évben az OFFI, a Magyar Fordítók és Tolmácsok Egyesülete és az ELTE Fordító- és Tolmácsképző Tanszéke évente közös konferenciát rendeztek a Magyar fordítók és tolmácsok napja alkalmából; ez a hagyomány jelenleg is folytatódik.
Napjainkban számos egyetemen képeznek tolmácsokat, fordítókat, terminológusokat, és 2003 óta az ELTE Fordító és Tolmácstanszéken saját Fordítástudományi Doktori Program is van. Az OFFI és más fordítóirodák rendszeresen fogadják az egyetemi hallgatókat szakmai gyakorlatuk idejére. Évente több egyetemi hallgató kérelmezi, hogy a felsőoktatási törvény szerinti 4-6 hetes gyakorlati idejét az OFFI-ban tölthesse.
Az OFFI saját gyakornoki és mentorprogrammal is rendelkezik, fordítóinak, tolmácsainak belső képzését a Lektorátus és az OFFI AKADÉMIA végzi.

## A Magyar Fordítók és Tolmácsok Egyesületének alapítása
A Magyar Fordítók és Tolmácsok Egyesülete (MFTE) előtti Magyar Fordítók Egyesületét (MFE) is az OFFI jelentős szerepvállalásával alapították meg, az akkori vezető, Szappanos Géza részvételével.

## Az OFFI-nál dolgoztak
Az OFFI története során a szellemi élet nagyjai fordultak meg itt – néhány név az iroda egykori munkatársainak névsorából:
- Göncz Árpád volt államfő, író és műfordító
- Ottlik Géza író
- Tardy Lajos író, történész
- Passuth László író
- Karcsay Sándor szótárszerkesztő, jogi szakfordító
- Tarnóczy Lóránt, a Fordítókalauz[11] (1966) szerzője[12]
- Ányos László[13] sakkszerző